# 小西坑
小西坑（Little West）是月球静海中的一座小陨石坑(直径30米)，它位于被称为“静海基地”的阿波罗11号着陆点以东。
1969年7月20日，阿波罗11号宇航员尼尔·阿姆斯特朗和巴兹·奥尔德林乘坐“猎鹰号”登月舱降落在于在小西坑以西约60米处，它是尼尔·阿姆斯特朗在最终降落到月表时所提到的陨坑，该陨坑的西南边缘标志着二位宇航员在月表活动期间距离登月舱的最远点。
该陨坑之所以被命名为“小西坑”，是因为它靠近登月舱飞向西坑的路径上，西坑是一座名称相似，但更大，有橄榄球场般大小的陨石坑。几年来，小西坑在《阿波罗月表杂志》及各种衍生刊物中被称为“东坑”。
在阿波罗11号时代，描述月球上方位的“东”和“西”两词，是从地球的观察角度来看的，陨石坑由此而被命名为“小西坑”，尽管在现代月图上它出现在着陆点的东面。
2017年7月26日，国际天文联合会行星系统命名工作组正式批准了这一名称以及着陆点附近另一座被称为“双坑”的小撞击坑。